# 金の橋・銀の橋
金の橋（きんのはし）および銀の橋（ぎんのはし）とは、福島県耶麻郡猪苗代町と会津若松市の境界に位置する、2つの橋の名称である。一級水系阿賀野川水系の一級河川、日橋川が猪苗代湖から流出する地点に架かり国道49号を通す。

## 概要
国道が流出地点の中州を通るために橋が2本架けられた。猪苗代町側が金の橋、会津若松市側が銀の橋で、市町境界線は銀の橋上にある。両方とも3径間の連続鈑桁橋で全長が40.2mである。加えて、2つの橋が同時に完成したことから、ふたご橋とも呼ばれている。2つ対であることからきた名で、橋の色は金色・銀色ではない。
ここから猪苗代側の国道49号は湖畔に沿い走り、大変風光明媚な道路となっている。

### 沿革
本橋は1959年6月に完成した。これは、付近を経由していた国道が長浜付近から丘陵地や十六橋を経由していたものを改良したもので、前後の道路とともに完成した。また、現在、猪苗代地区道路景観整備追跡検討委員会では、橋梁の老朽化が進んでいることから改修を計画しており、周辺の整備なども含めての検討がされている。

## アクセス
- 国道49号：猪苗代町・会津若松市境界
- 猪苗代駅より磐梯東都バス金の橋行・慧日寺行で約18分、「金の橋」下車。
- 会津若松駅より会津乗合自動車原長谷川行で約30分、「会津レクリエーション公園」下車徒歩約10分。

## 周辺
- 猪苗代湖
  - 長浜
- 十六橋
  - ファン・ドールン銅像
- 天鏡閣
- 会津レクリエーション公園
- 強清水

## 位置情報
- 金の橋 - 北緯37度31分1.5秒 東経140度1分28.4秒 / 北緯37.517083度 東経140.024556度
- 銀の橋 - 北緯37度31分5.0秒 東経140度1分19.1秒 / 北緯37.518056度 東経140.021972度

両橋間の中心を示す
- 北緯37度31分04秒 東経140度01分24秒 / 北緯37.51778度 東経140.02333度
- 猪苗代［福島］ - 地理院地図
- 猪苗代 - Google マップ